# Alex McDowell

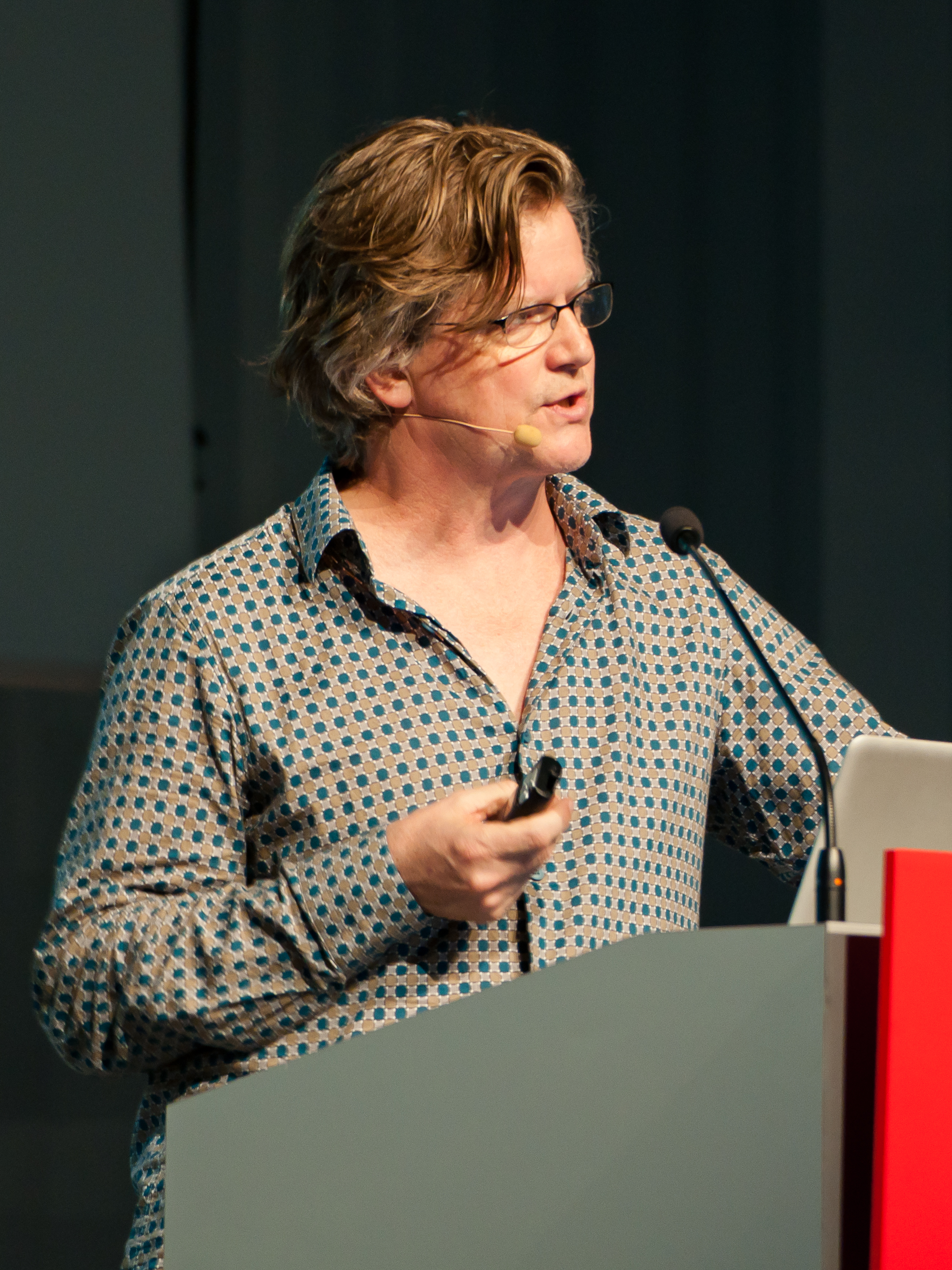
Alex McDowell auf der FMX 2012

Alex McDowell (* 1. April 1955 auf Borneo) ist ein britischer Szenenbildner (production designer).

## Leben
McDowell wurde in Borneo geboren, seine Familie stammt aus England.
McDowell wollte zuerst eigentlich Maler werden und studierte an der Central School of Art in London, an dem er zur Hochblüte der Punkzeit graduierte. Er gründete 1978 die Gruppe Rocking Russian Design und startete seine Karriere als Designer von Plattencovern für Punkrockbands (The Sex Pistols, Siouxsie and the Banshees, The Clash, Iggy Pop u. a.). Gleichzeitig experimentierte er mit primitiven digitalen Grafiken als Art Director für das Video Magazin "Rewind", zusammen mit Terry Jones, einem verrufenen britischen Designer, entwickelte er erste Ausgaben des I-D fashion Magazins.
In den 1980er Jahren, mit dem Aufkommen von MTV, begann er mit Tim Pope einige der ersten Musikvideos zu gestalten. 1986, nach über 100 Musikvideos, wechselte er von London nach Los Angeles, wo er seine Karriere als Szenenbildner zuerst in der Werbung begann. Seine Kenntnisse aus Malerei und Grafik beeinflussten ihn immer wieder bei der Bearbeitung von visuellen Codes, Atmosphären, Farbschemen, Charakteren, Geschichte und Texturen.
1991 begann McDowell als Szenenbildner für den Virtual-Reality-Kultfilm Der Rasenmähermann zu arbeiten, gefolgt von The Crow und Fear and Loathing in Las Vegas. In den 90er Jahren begann er während der Entwürfe zu Fight Club damit, Digitales Design in seine Arbeit einzubinden.
Er verfeinerte diesen Prozess 1999 mit der ersten voll integrierten Digital-Design-Abteilung während der Vorbereitungen zu Steven Spielbergs Minority Report: Für diesen Film besprach er sich mit Zukunftsforschern und Technikern aller Art, um eine realistische Version einer Welt im Jahr 2054 herzustellen. Mithilfe von 2D- und 3D-Design aller Art ermöglichte er, Setkonstruktion, Kameraführung, Requisitenherstellung und Visuelle Effekte der Postproduktion effizient zu verbinden.
Für Spielbergs Terminal baute er einen kompletten Flughafen-Terminal auf, für Charlie und die Schokoladenfabrik füllten seine Sets zwei Mal hintereinander alle Hallen der Pinewood Studios sowie einen Großteil des Backlots. Für diese Arbeit wurde er 2006 für den British Academy Film Award nominiert.
McDowell ist heute einer der weltweit bekanntesten Szenenbildner. Er arbeitet oft mit Regisseuren wie Tim Burton, David Fincher oder Alex Proyas. 2002 gewann er für Minority Report den Preis der San Diego Film Critics Society in der Kategorie "Best Production Design" sowie für Terminal den Preis der Art Directors Guild für "Excellence in Production Design".
McDowell ist Begründer und aktives Mitglied der revolutionären Design- und Technik-Ideenschmiede matter.

## World Building Institute
Im Oktober 2008 gründete er das World Building Institute, organisatorisch angesiedelt am World Building Media Lab der University of Southern California. Mit dem Begriff des World Building ist der Prozess der Erschaffung einer imaginären Welt gemeint; der Begriff stammt ursprünglich aus dem Bereich der Science Fiction und der Entwicklung von Computerspielen. Die Mission des Instituts, einer fachübergreifenden Kooperationsplattform von Wissenschaftlern und Akteuren im Bereich Film, Mode, Spieleentwicklung, Theater, Fernsehen, Musik, Architektur, Werbung etc. wird beschrieben als 
The World Building Institute is a cutting edge USC non-profit Organized Research Unit dedicated to the dissemination, education, and appreciation of the future of narrative media through World Building. World Building designates a narrative practice in which the design of a world precedes the telling of a story; the richly detailed world becomes a container for narrative, producing stories that emerge logically and organically from its well-designed core.... Our network of preeminent World Builders transcends borders and boundaries in film, animation, fashion, gaming, theatre, television, music, architecture, science, interactive media and more. 

## Filmographie (Auswahl)
- 1994: The Crow – Die Krähe
- 1998: Fear and Loathing in Las Vegas
- 1999: Fight Club
- 2002: Minority Report
- 2004: Terminal
- 2005: Corpse Bride – Hochzeit mit einer Leiche
- 2005: Charlie und die Schokoladenfabrik
- 2006: Breaking and Entering – Einbruch & Diebstahl
- 2007: Bee Movie – Das Honigkomplott
- 2009: Watchmen: Die Wächter
- 2011: In Time – Deine Zeit läuft ab
- 2012: Upside Down
- 2013: Man of Steel